# Midway (condado de Gadsden, Flórida)
Midway é uma cidade localizada no estado americano da Flórida, no condado de Gadsden. Foi incorporada em 1986.

## Geografia
De acordo com o United States Census Bureau, a cidade tem uma área de 23,9 km², onde 23,8 km² estão cobertos por terra e 0,1 km² por água.

## Demografia
Segundo o censo nacional de 2010, a sua população é de 3 004 habitantes e sua densidade populacional é de 126,1 hab/km². É a localidade que, em 10 anos, teve o maior crescimento populacional do condado de Gadsden. Possui 1 204 residências, que resulta em uma densidade de 50,5 residências/km².